# Camila Carvalho
Camila Carvalho (Brasília, 30 de maio de 1981) é uma atleta brasileira de remo.
Foi campeã brasileira no double skiff peso leve feminino em 2005 e conquistou o bronze no Jogos Sul-Americanos de Mar Del Plata em 2006 no barco individual de peso leve. Participou dos Jogos Pan-Americanos do Rio de Janeiro em 2007, das Olimpíadas de Pequim em 2008 e dos Jogos Pan-Americanos de Guadalajara em 2011, mas nestes três torneios não conseguiu nenhuma medalha.
Trabalhou no Comitê Olímpico Brasileiro  e atualmente trabalha na Confederação Brasileira de Triathlon.

## Trajetória esportiva

#### Início de carreira
Embora tenha praticado várias modalidades esportivas, nunca se dedicou especificamente a nenhuma delas; mas, durante os anos de faculdade de Ciências políticas e Relações internacionais na Universidade de Brasília, começou a ter contato com os treinos de remo que eram feitos no Lago Paranoá. Ao final do curso, recebeu um convite do Club de Regatas Vasco da Gama para fazer uma pós-graduação e treinar no Rio de Janeiro.
Em 2005 foi campeã brasileira e, em 2006, entrou para a seleção.

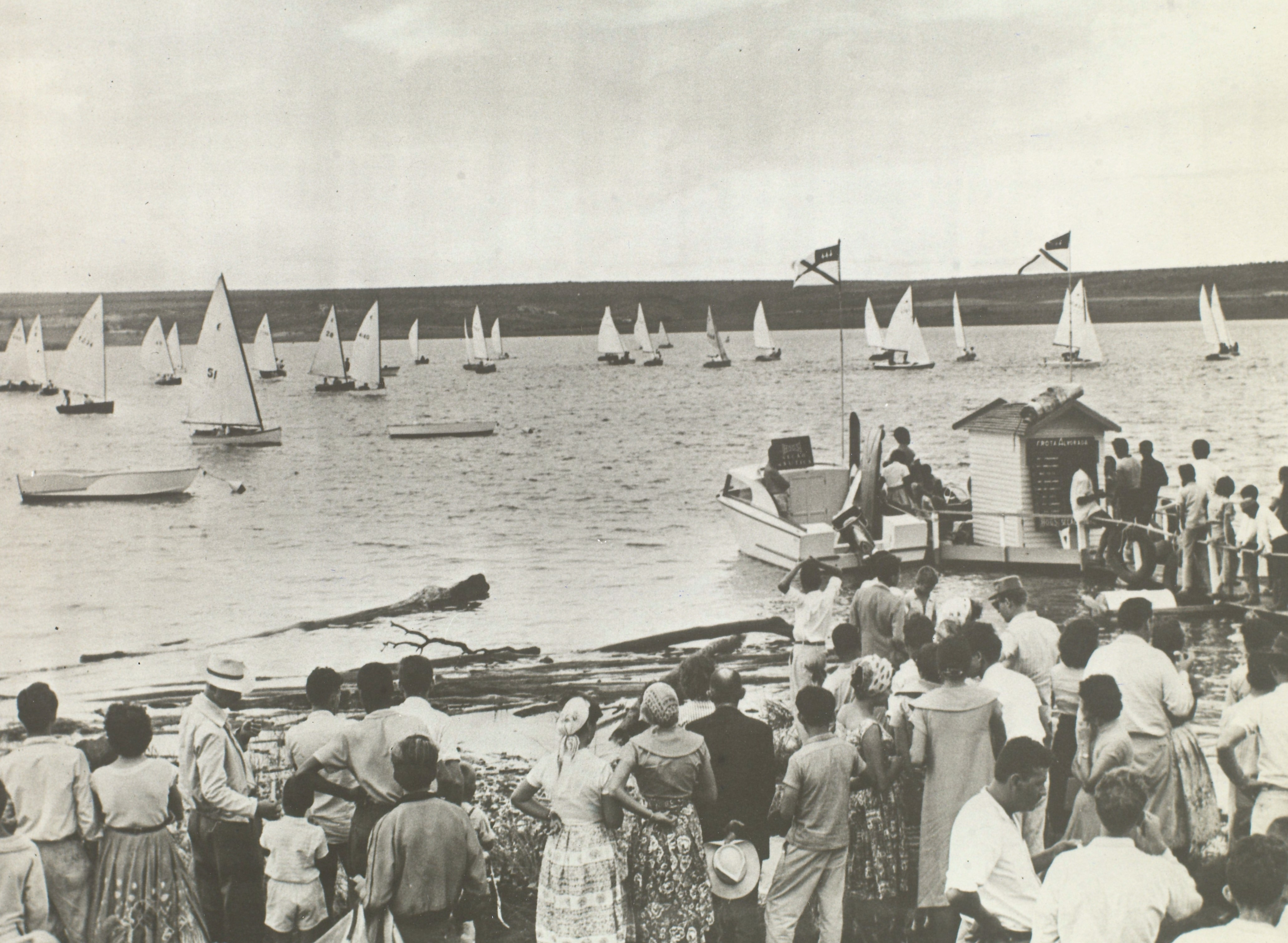
Lago Paranoá, local onde a remadora brasiliense Camila Carvalho treinava.

#### 2006: Jogos Sul-Americanos de Mar Del Plata
Nos Jogos Sul-Americanos de Mar Del Plata, província de Buenos Aires, na Argentina, em 2006, Camila Carvalho competiu no barco individual. Conquistou a medalha de bronze, completando a prova em oito minutos e 23 segundos. A medalha de ouro foi para a venezuelana Ana Santoyo, com o tempo de oito minutos e dezenove segundos, e a prata ficou para a chilena Pamela Linco, também com oito minutos e dezenove segundos, a diferença esteve apenas nos milésimos.

#### 2007: Jogos Pan-Americanos do Rio de Janeiro
Em 2007, junto com Luciana Granato, disputou os Jogos Pan-Americanos do Rio de Janeiro no duplo skiff leve. No torneio, ficaram em último lugar, completando o percurso em sete minutos, 37 segundos e dezesseis centésimos, o que representou doze segundos atrás das primeiras colocadas, as cubanas Yaima Velazquez e Ismaray Marerro.

#### 2008: Olimpíadas de Pequim
Em sua primeira e única participação em Olimpíadas, estas realizadas na capital chinesa Pequim em 2008, competiu ao lado da compatriota Luciana Granato na categoria double skiff peso leve. Elas terminaram a final C na terceira colocação, ficando no décimo quinto lugar no geral.

#### 2010 - 2011: Acidente e recuperação
Em 2010, Camila sofreu um acidente de bicicleta que comprometeu seu joelho esquerdo. Foi operada em novembro daquele ano. Após oito meses em repouso, recuperou-se e voltou a treinar, já com a ambição de competir nos Jogos Pan-Americanos de Guadalajara de 2011.

#### 2011: Jogos Pan-Americanos de Guadalajara
Em sua segunda participação em Jogos Pan-Americanos, estes realizados em Guadalajara, no México, em 2011, Camila Carvalho competiu na categoria double skiff peso leve ao lado de Luciana Granato mais uma vez. As brasileiras ficaram em quinto lugar, com o tempo de 7 minutos, 32 segundos e 49 milésimos. A medalha de ouro foi conquistada pela dupla mexicana Lila Perez e Analícia Ramirez, que completaram o percurso em 7 minutos, 32 segundos e 49 milésimos; a medalha de prata foi conquistada pela remadoras de Cuba, Yaima Velazquez e Yoslaine Dominguez, e a medalha de bronze ficou para norte-americanas Michelle Sechser e Chelsea Smith.